# Baby to Go
Baby to Go (Originaltitel The Pod Generation) ist ein Spielfilm von Sophie Barthes aus dem Jahr 2023. Die Sozialsatire, die in naher Zukunft angesiedelt ist, befasst sich auf komödiantische Art und Weise mit dem Thema Erziehung im Zusammenspiel mit Technologie, Natur und Gesellschaft. Die Hauptrollen übernahmen Emilia Clarke und Chiwetel Ejiofor.
Die Premiere der europäischen Koproduktion zwischen Belgien, Frankreich und dem Vereinigten Königreich erfolgte im Januar 2023 beim 39. Sundance Film Festival.

## Handlung
New York, in einer nicht allzu fernen Zukunft: Rachel und Alvy sind ein Paar. Sie ist eine aufstrebende Führungskraft in einem Technologieunternehmen, er ist Botaniker. Dank künstlicher Intelligenz führen sie ein komfortables Leben. Als es um das Thema Familienplanung geht, organisiert Rachel den beiden einen begehrten Platz im Womb Center. Die neueste Technologie ermöglicht es Paaren, sich die Mutterschaft auf bequeme Art und Weise mit Hilfe einer abnehmbaren künstlichen Gebärmutter oder von Kapseln zu teilen. Alvy ist diesem Plan abgeneigt, da er eine natürliche Schwangerschaft für sein Kind bevorzugt. Als leidenschaftlicher Botaniker verbringt er seine Zeit lieber damit, sich um lebende Bäume und Pflanzen zu kümmern, die in der Stadt selten geworden sind.
Trotz seinem Widerstand den natürlichen Verlauf der Geburt zu verändern, stimmt Alvy aus Liebe zu Rachel und ihrem unerschütterlicher Wunsch, ein Kind zu haben, letztendlich zu die kapselbasierte Geburt durchzuführen. Mit der Zeit entwickelt sich Alvys Skepsis zu einer Faszination für die Kapsel und während sich das Kind in ihr entwickelt, wächst in ihm auch die Zuneigung. Dies führt schließlich dazu, dass er die Kapsel wie ein Kind behandelt und sie überallhin mitnimmt. Im Gegensatz dazu distanziert sich Rachel immer mehr von „ihrem Kind“, da sie von Zweifeln und Träumen von einer echten Schwangerschaft geplagt wird. Zudem ist sie den Hänseleien ihrer Kollegen ausgesetzt, wenn sie die Kapsel zur Arbeit mitbringt.
Allmählich wachsen bei Rachel und Alvy Zweifel und Befürchtungen gegenüber dem Womb Center, das seine Vertragsbedingungen als Reaktion auf die steigende Nachfrage nach seinen Dienstleistungen ändert. Das Unternehmen versucht, den Geburtsvorgang zu beschleunigen und ihn auf 39 Wochen zu verkürzen, damit die Kapsel für das nächste Paar schnell wieder frei wird. Rachel und Alvy, die zutiefst um das Wohlergehen ihres Babys besorgt sind, werden angesichts dieses beschleunigten Zeitplans misstrauisch und möchten die Kapsel zu Hause behalten und die Geburt selbst durchführen. Daher bringen sie diese an einen geheimen Ort, fernab des Zugriffs des Womb Centers. Dies will die Firma nicht billigen und sperren den digitalen Zugangscode. Damit ihr Baby zur Welt kommen kann brechen Rachel und Alvy die Kapsel einfach mit einem Schraubenzieher auf.
Am nächsten Morgen, während Alvy und ihr neues Baby schlafen, packt Rachel die kaputte Kapsel sorgfältig ein und schickt sie per Post an das Womb Center zurück.

## Hintergrund
Es handelt sich um den dritten Spielfilm der franko-amerikanischen Regisseurin und Drehbuchautorin Sophie Barthes nach Cold Souls (2009) und Madame Bovary (2014). Für die Hauptrollen des Paares verpflichtete sie die britischen Darsteller Emilia Clarke und Chiwetel Ejiofor.

## Veröffentlichung
Die Uraufführung von Baby to Go fand am 20. Januar 2023 beim Sundance Film Festival in der Sektion Premieres statt. In Deutschland kam der Film am 11. Januar 2024 in die Kinos.

## Rezeption

### Kritiken
Janick Nolting von Kino-Zeit schrieb: „Lange zieht ‚Baby To Go‘ nun weniger mit der Entfaltung seiner Handlung und der Beziehungskrise von Alvy und Rachel […] in den Bann. Vielmehr fasziniert die Welterfahrung, für die sich die Regisseurin und Autorin Zeit nimmt, um Blicke über Alltägliches schweifen zu lassen, Strukturen auszumachen, die sich selbstverständlich, wie immer in künstlerischen Zukunftsentwürfen, zuvorderst auf gegenwärtige Ängste und Fantasien beziehen.“ Ansonsten „taugt ‚Baby To Go‘ durchaus zur treffenden Abrechnung mit einer Ideologie, die Wirtschaftlichkeit und Konsum zum existenziellen Mittelpunkt erhebt.“
NDR Kultur urteilte über den Film: „Die offenkundigen Fragen, welche sozialen, ethischen und politischen Folgen der technologische Fortschritt haben kann, werden in ‚Baby To Go‘ mal satirisch, mal dramatisch angegangen. Dabei geht es um starke Emotionen, die aber nur schwach rüber kommen. ‚Baby To Go‘ ist eben kein Gattaca, in dem es eindrucksvoll und visionär auch um auf verschiedene Weise gezeugte Menschen in einer futuristischen Gesellschaft ging. Für die Satire, die der Film ansatzweise offenbar sein möchte, fehlt eindeutig der Biss.“
Der Deutsche Filmdienst wertete: „Der durchgängig in Pastelltönen gehaltene Film entwirft eine sanfte Vision einer durchgängig von Künstlicher Intelligenz strukturierten Welt, in der alles zweckrational organisiert ist und auch zwischenmenschliche Konflikte auf ein Minimum heruntergefahren sind. Die Provokation des Films besteht im irritierenden Verzicht auf sarkastische oder ironische Zwischentöne.“
Bei Epd Film hieß es: „Die Dramatik bleibt trotz engagierter Schauspieler blass. Clarke und Ejiofor erscheinen innerhalb der Zeitlupenästhetik des Films gehemmt: meistens attraktiv vergrübelt, aber selten wirklich gefordert.“
Ähnlich negativ urteilte Thorsten Hanisch von diezukunft.de: „Die pastellfarbenen, wirklich schicken Setdesigns trösten leider nicht drüber weg, dass das Drehbuch satte 110 Minuten auf genau einem Punkt – KI ist schlecht, gaaanz schlecht! – herumreitet.“

### Auszeichnungen
Noch vor seiner Premiere wurde Barthes’ Regiearbeit mit dem Alfred P. Sloan Feature Film Prize für Wissenschaft im Film ausgezeichnet.